# Enric Bataller i Ruiz
Pour les articles homonymes, voir Bataller et Ruiz.
Enric Bataller i Ruiz, né le 30 mai 1965 et mort le 17 décembre 2024, est un homme politique espagnol membre de Compromís.
Il est élu député de la circonscription de Valence lors des élections générales de décembre 2015.

## Biographie

### Profession
Enric Bataller i Ruiz est docteur en droit et titulaire d'une licence en histoire. Il est avocat et professeur du département de droit civil à l'Université de Valence.

### Carrière politique
Il est membre d'Initiative du peuple valencien.
Le 20 décembre 2015, il est élu député pour Valence au Congrès des députés et réélu en 2016.